# Emilio Mondelli
Emilio Mondelli (Lincoln, Provincia de Buenos Aires, 21 de noviembre de 1914 – Buenos Aires, 13 de mayo de 1993) fue un banquero argentino, el último ministro de Economía del gobierno de Isabel Perón. Partidario de la Ortodoxia económica en su breve gestión pretendió llevar adelante un plan de ajuste económico con el fin de congraciarse con los sectores más poderosos del empresariado del país, que al momento de su asunción llevaban varios días de lock-out patronal contra el gobierno constitucional.

## Biografía
Ingresó al gobierno peronista proveniente de la actividad privada en junio de 1975, de la mano de Ricardo Zinn, Secretario de Programación y Coordinación Económica del ministro Celestino Rodrigo, como integrante del directorio del Banco Central de la República Argentina y siendo designado Presidente del BCRA en julio del mismo año.
Ante la presión de las cámaras empresariales más poderosas del país nucleadas en la APEGE (Unión Industrial Argentina, Sociedad Rural Argentina, Confederaciones Rurales Argentinas, Cámara Argentina de Comercio y la Cámara Argentina de la Construcción, entre otras) que habían unificado su accionar en contra de la política económica y del nuevo proyecto de reforma impositiva presentado por el ministro de Economía Antonio Cafiero, en los primeros días de febrero de 1976 la presidenta Estela Martínez de Perón decide el reemplazo de Antonio Cafiero por el presidente del BCRA Mondelli, quien era mejor visto por el establishment local, y con el objetivo de que su nombramiento pusiera fin a las medidas de lock-out que venían implementando las cámaras patronales.
Asumió el cargo el 4 de febrero de 1976 y el 5 de marzo de 1976, días antes del golpe militar, Mondelli anunció su "Plan de Emergencia Económica" con el que se intentaba frenar la escalada inflacionaria desatada en la Argentina desde mediados de 1975 con el mega-ajuste conocido como el Rodrigazo. En sus principales medidas dispuso una devaluación del peso del 22%, un aumento salarial del 12%, y otro tarifario del 100 por ciento, así como nuevos precios tope para el pan, fideos, quesos y otros alimentos de primera necesidad.
El anuncio del Plan Mondelli no hizo más que poner en estado de alerta y movilización a la mayoría de los gremios integrantes de la CGT y las 62 Organizaciones, que hasta ese momento eran el único sostén que tenía el gobierno peronista, en atención a que lo consideraron como un retorno a las políticas de ajuste del exministro Rodrigo. 
Si hasta la llegada de Mondelli, el gobierno peronista enfrentaba la oposición de las cámaras empresariales más poderosas nucleadas en la APEGE, a partir del anuncio de su plan de ajuste también se enfrentó a una ola de paros y huelgas de los principales gremios (SMATA, UOM, Textiles, Ferroviarios, UTA, etc.), todo ello como antesala del levantamiento militar que pocos días después, el 24 de marzo de 1976, derrocaría al gobierno constitucional.
Permaneció retirado de la vida pública hasta su fallecimiento en 1993.